# کوش-ایمیان
کوش-ایمیان (انگلیسی: Kush-Imyan) یک شهرک در شهرستان یانائولسکی استان باشقیرستان کشور روسیه است.